# فريدويك أنتونيتي
ريدويك أنتونيتي (بالفرنسية: Frédéric Antonetti)‏ (من مواليد 19 أغسطس 1961) هو لاعب كرة قدم فرنسي وكذلك مدرب كرة قدم سابق. آخر فريق دربه كان نادي ليل في موسم 2015-16.
```
فاز مع 
نادي باستيا
 بلقب 
كأس إنترتوتو
 في عام 
1997
.
```

## روابط خارجية
- فريدويك أنتونيتي على موقع قاعدة بيانات كرة القدم.إي يو (الإنجليزية)
- فريدويك أنتونيتي على موقع Soccerway.com (الإنجليزية)
- فريدويك أنتونيتي على موقع عالم كرة القدم.نت (الإنجليزية)